# Technodinamika
Technodinamika (russisch Технодинамика) ist eine russische Holdinggesellschaft für mehrere Unternehmen aus dem Bereich der Luft- und Raumfahrttechnik. Technodinamika ist Teil des staatlichen Rostec-Konzerns.
Die Unternehmensgruppe entwickelt und produziert unter anderem Fahrwerke, elektrische und hydraulische Systeme, Aktuatoren, Kraftstoffsysteme und Filterelemente.
Eine Tochter von Technodinamika ist das Unternehmen NPP Swesda. Das Unternehmen NPO Molnija, das an der Entwicklung der Buran-Raumfähre beteiligt war, war bis zur Übernahme durch den Konzern Kalaschnikow 2018 eine Tochter von Technodinamika.
Technodinamika beliefert hauptsächlich die russische Luftfahrtindustrie, die innerhalb Rostecs mit dem Flugzeugbauer OAK und dem Hubschrauberhersteller Russian Helicopters gebündelt wird, in geringfügigerem Maße zählen aber auch außerrussische Unternehmen zu den Kunden.